# Bundesautobahn 571
De Bundesautobahn 571 (kortweg A571) is een Duitse autosnelweg in de deelstaat Rijnland-Palts tussen het Dreieck Sinzig en Ehlingen in de gemeente Bad Neuenahr-Ahrweiler.
Oorspronkelijk was de A571 bedoeld als verbinding tussen de A61 en de A31. Omdat deze planning nooit uitgevoerd is, bestaat van het geplande Autobahndreieck Bad Bodendorf een verbindingsboog die direct overgaat in de 2x2 rijstroken tellende B266. Het gedeelte tussen Bad Neuenahr en Ehlingen is als Kraftfahrstraße bewegwijzerd. De aansluitingen Ehlingen en Löhndorf zijn slechts uitgevoerd als halve aansluitingen.
De A571 dient als toerit naar de A61 voor Neuenahr-Ahrweiler en Sinzig.